# Joan Barber i Garriga
Joan Barber i Garriga (Tossa de Mar, 1895 - Girona, 1989) fou un fotògraf, i un dels fundadors de l'empresa i galeria fotogràfica Foto Lux de Girona.

## Biografia
Les primeres notícies sobre Joan Barber, el situen treballant com a fotògraf a la seva vila natal, associat amb Joan Pereferrer i Mateu, amb qui edità una sèrie de postals del municipi, l'any 1915. L'any 1917, es traslladaren a Girona, on inicialment es feren càrrec de la galeria fotogràfica que Joan Llinàs obrí el 1910 a la Gran Via de Jaume I.
Més endavant, l'abril de 1923, obriren l'estudi fotogràfic de nom Foto Lux, al número 1 de la plaça de l'Oli. A més de l’establiment comercial a Girona, tingueren sucursals al carrer Major de Torroella de Montgrí, del 1922, i a Banyoles, del 1925. La societat de Pereferrer i Barber durà fins al 1933. Barber obrí un nou establiment en solitari l'any 1934, al número 29 de la Rambla de la Llibertat. Pereferrer, d'altra banda, continuà amb Foto Lux.
Posteriorment, l'establiment de la Rambla fou heretat pel fill de Joan Barber, el pintor Enric Barber Gallostra, qui també es dedicà a la fotografia. Mantingué el negoci del seu pare fins al seu tancament, l'any 1987.

## Fons fotogràfic
L'any 1989, Josep Maria Sabench, gendre de Pereferrer, feu donació del Fons Foto Lux a l'Ajuntament de Girona, que prèviament es trobava a la mateixa galeria comercial. Van ingressar al Centre de Recerca i Difusió de la Imatge (CRDI) de l'Arxiu Municipal de Girona, noranta-sis mil sis-centes noranta-sis fotografies i deu pel·lícules.
El Fons Foto Lux reuneix documentació generada per Joan Barber i Garriga, Joan Pereferrer i Mateu, i Josep Maria Sabench, en l'exercici de la seva activitat professional. Es tracta, principalment, de fotografies fruit de l'activitat pròpia de la galeria, és a dir, retrats d'encàrrec de comunions, casaments, grups familiars, militars, orles, i imatges sobre la ciutat de Girona i altres poblacions de les comarques gironines, entre d'altres. Tanmateix, són d'interès els retrats artístics, alguns dels quals es publicaren en format de postal, en la sèrie que portà per títol Foto d'Art. També, una altra col·lecció editada per la pròpia galeria, fou la sèrie de retrats dedicada al personatge popular Pepet Gitano. A més, s'hi pot trobar un conjunt important de reportatges de caràcter documental, d'entre els quals en destaquen les exhumacions de cadàvers de la Guerra Civil espanyola, els aiguats de Girona, les tasques d'obtenció del suro o les sèries de fàbriques.